# Stora Bjurum

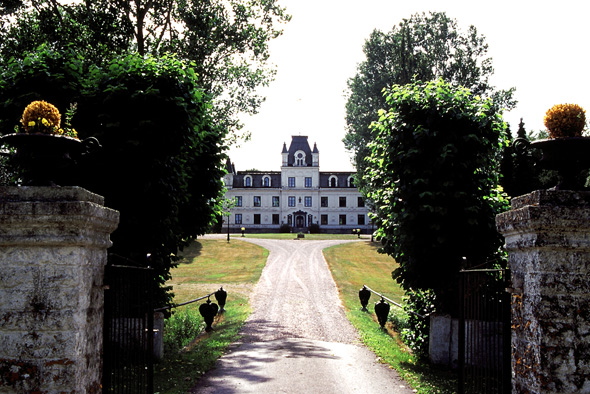
Stora Bjurum

Stora Bjurum är en herrgård och jordbruksegendom i Västergötland vid Hornborgasjön. Stora Bjurum är en av de äldsta belagda gårdarna i landskapet och omfattade hela Bjurums socken.
Den gamla herrgården bestod av fyra fristående hus kring en borggård. På 1750-talet fanns endast huvudbyggnaden av sten kvar. Efter en eldsvåda blev den om- och tillbyggd av major Carl Georg Lillie. Stora Bjurum fick sitt nuvarande utseende 1870 efter Helgo Zettervalls ritningar, då taket försågs med torn och hörntoureller. Herrgården är omgiven av en trädgård och park.

## Verksamhet
Verksamheten består nu av lantbruk med i huvudsak köttproduktion.  

## Historik
Stora Bjurum skrevs i äldre tid Byurum och Biureem. Namnet kommer av fornsvenskans biur, bäver. 1431 beboddes Bjurum av riddaren och riksrådet Karl Ormsson (Gumsehuvud). Han var svärfar till Karl Knutsson (Bonde), vars dotter Magdalena (gift med Ivar Axelsson (Tott)) fick ärva det. Det ägdes sedan av Närkelagmannen Hans Åkesson (Tott), Ivars brorson, samt dennes son Åke och dotter Karin. Hon förde det genom gifte till släkten Soop, där det stannade i flera led. Genom giftermålsförbindelser kom det mot slutet av 1600-talet till släkten Stenbock. På 1730-talet var det platsen för den då berömda incidenten passionsspelen på Stora Bjurum. 
På 1700-talet övergick det till släkten Lillie. Carl Georg Lillies son Brynte Lillie sålde Stora Bjurum 1807 till majoren Gustaf Soop (1763-1832). Efter flera köp kom det 1869 till potatispatronen Paul Jönsson, vars son ägde det från 1892.